# Rob Hopkins
Pour les articles homonymes, voir Hopkins.
Rob Hopkins, né le 24 juin 1968 à Chiswick (Londres), est un enseignant britannique en permaculture, initiateur en 2005 du mouvement international des villes en transition,. Il est l'auteur de plusieurs ouvrages sur ce sujet : The Transition Handbook (2008), The Transition Companion (2011), The Power of Just Doing Stuff (2013) et 21 Stories of Transition (2015). Il vit à Totnes en Angleterre.

## Biographie
Né à Chiswick, Rob Hopkins grandit à Londres jusqu'à l'âge de 12 ans, avant de déménager dans le Wiltshire, fréquentant l'école de St John. Il poursuit ses études à l'école Waldorf de Bristol et au Bower Ashton Art College de Bristol. Il obtient un master en sciences humaines et sociales et un doctorat de l'université de Plymouth.
À partir de 1988, il passe deux ans et demi à l'Istituto Lama Tsong Khapa, un monastère bouddhiste tibétain en Toscane, en Italie, en tant que directeur de maison. Selon lui, ce serait cet épisode de vie simple et proche de la nature où il aidait un paysan local, qui l'aurait « inspiré à faire des choix de vie plus écologiques ». Il passe ensuite une année en Inde, au Pakistan, en Chine, au Tibet et à Hong Kong.
En 1996, avec sa famille il s'installe dans le Sud-Ouest de l'Irlande, à West Cork. Il travaille d'abord avec An Taisce West Cork, en écrivant et illustrant une brochure intitulée Woodlands for West Cork !.
Il crée ensuite Baile Dulra Teoranta, un organisme de bienfaisance, dans le but de créer un projet d'écovillage. En 1999, avec une autre famille, il achète The Hollies, une ferme près de Castletown, Enniskeane.
En 2001, il commence à enseigner la permaculture au Kinsale Further Education College en Irlande, initialement sur un cycle d'un an, et plus tard, à travers le monde, sur un cycle de 2 ans. Entre 2003 et 2005, ses étudiants construisent le Wooden O Theatre, un amphithéâtre fabriqués à partir de matériaux locaux.
En 2004, il prend conscience du concept de pic du pétrole et confie à ses élèves la tâche d'appliquer les principes de la permaculture en vue de relever ce défi. Le résultat de ce projet étudiant est le « Plan d'action pour la descente d'énergie de Kinsale » (Kinsale Energy Descent Action Plan), qui est téléchargé sur le site web du collège. En juillet 2005, Kinsale FEC accueille Fueling the Future, une conférence sur le pic pétrolier et ses solutions.
En 2005, il s'installe avec sa famille à Totnes, en Angleterre, où il cofonde, avec Naresh Giangrande, Transition Town Totnes, la première ville en transition officielle. De nombreux projets commencent alors : Keeping Totnes Warm, Open Eco Homes, Eco Homes Fair, Transition Homes, Transition Streets (qui remporte le prix Ashden 2011 pour le changement de comportement), Totnes and District Energy Descent Plan, le Centre économique de Totnes, le Forum des entrepreneurs locaux, la Totnes Pound, le Festival du film de transition de Totnes, le TTT Film Club, Dr Bike, Caring Town Totnes et Transition Tours.
En 2007, avec Peter Lipman et Ben Brangwyn, il cofonde le Transition Network, un organisme de bienfaisance basé à Totnes, afin de soutenir les nombreuses initiatives de transition émergeant dans le monde, inspirées par les processus commencés à Kinsale et Totnes. Dix ans après le lancement du mouvement, il existait des initiatives de transition dans plus de 50 pays autour du monde, au sein d'environ 1 400 communautés. Par ailleurs, Rob Hopkins tient un blog sur les initiatives de transition, et plus particulièrement celles de la ville de Totnes. En avril 2019, il est en tournée française pour stimuler les imaginations afin d'inventer les villes en transition de demain.

### Filmographie
- 2012 : il apparaît dans le documentaire Cultures en transition de Nils Aguilar.
- 2015 : il apparaît dans le documentaire Demain de Cyril Dion et Mélanie Laurent, où il raconte son expérience de création de permaculture.
- 2016 : il apparaît dans le documentaire Qu'est-ce qu'on attend ? de Marie-Monique Robin, consacré au village en transition d'Ungersheim (Haut-Rhin).

## Distinctions
- 2008 : Schumacher Award[8].
- 2009 : Prix de design Curry-Stone.
- 2009 : Ethical Award de The Observer[9].
- 2009 : Green Community Hero par Energy Saving Trustin et The Guardian[10].
- 2013 : Docteur honoris causa de l'université de l'Ouest de l'Angleterre[11].
- 2016 : Docteur honoris causa de l'université de Namur[12].
- 2022 : Citoyen d'honneur de Liège[13].

## Publications

### En anglais
- Woodlands for West Cork ! Guidelines for their Conservation and Management, 1997.
- Energy Descent Pathways : Evaluating Potential Responses to Peak Oil, Plymouth, University of Plymouth, 2006, 57 p.
- The Transition Handbook : From Oil Dependency to Local Resilience, Cambridge, Green Books, 2008, 240 p. (ISBN 978-1-60358-392-3).
- Avec Tamzin Pinkerton, Local Food : How to Make it Happen in your Community, Totnes, Transition Books, 2009, 216 p.
- Avec Jacqi Hodgson, Transition in Action : Totnes and District 2030, an Energy Descent Action Plan, Totnes, Transition Town Totnes, 2010, 308 p.
- The Transition Companion : Making Your Community More Resilient in Uncertain Times, Totnes, Transition Books, 2011, 320 p. (ISBN 978-1-900322-18-8).
- The Power of Just Doing Stuff : How Local Action Can Change the World, Cambridge, Green Books, 2013, 160 p. (ISBN 978-0-85784-117-9).
- 21 Stories of Transition : How a Movement of Communities is Coming Together to Reimagine and Rebuild our World, Totnes, Transition Network, 2015, 97 p.
- Avec d'autres, The Essential Guide to Doing Transition. Getting Transition Started in your Street, Community, Town or Organisation, Totnes, Transition Network, 2016, 64 p.
- Avec Lionel Astruc, The Transition Starts Here, Now and Together, (trad.), Arles, Actes Sud, 2017, 260 p.
- From What Is to What If : Unleashing the Power of Imagination to Create the Future we Want, White River Junction, Chelsea Green Publishing, 2019, 240 p. (ISBN 978-1-60358-905-5, lire en ligne).

### En français
- Manuel de Transition : de la dépendance au pétrole à la résilience locale  (trad. de l'anglais par Michel Durand et al.), Montréal, Écosociété, 2010, 212 p. (ISBN 978-2-923165-66-0)[14].
- Ils changent le monde ! 1001 initiatives de transition écologique, Pierre Bertrand et al. (trad.), Paris, Seuil, 2014, 198 p. (ISBN 9782021163278).
- 21 histoires de Transition, ou comment un mouvement d’initiatives citoyennes se forme pour réimaginer et reconstruire notre monde, Réseau Transition Wallonie-Bruxelles (trad.), Totnes, Transition Network, 2015, 97 p.
- Avec Lionel Astruc Le pouvoir d'agir ensemble, ici et maintenant : entretiens. Amorcer la Transition dans sa ville et dans sa vie, Arles, Actes Sud, 2015, 160 p. (ISBN 9782330056858).
- Avec d'autres, Le guide essentiel de la Transition. Comment lancer la Transition dans votre rue, votre village, votre région ou votre organisation, Caroline Durieux (trad.), Totnes, Transition Network, 2016, 64 p.
- Et si...? Libérer notre imagination pour créer le futur que nous voulons, Amanda Prat-Giral (trad.), Arles, Actes Sud ; Paris, Colibris, 2020, 304 p. (ISBN 9782330132859).